# Јуниор (филм)
Јуниор (енгл. Junior) је америчка филмска комедија из 1994. године са Арнолдом Шварценегером у главној улози. Поред њега у филму глуме и Дени Девито и Ема Томпсон. Ово је трећи пут да Шварценегер глуми са Девитом на филму (Близанци, Последњи акциони херој) и други пут са Памелом Рид (Полицајац из вртића).

## Радња
Аустријски генетичар др. Алекс Хесе (Арнолд Шварценегер) и његов колега гинеколог др. Лари Арбогаст (Дени Девито) изумели су лек који би требало да смањи број побачаја код жена. Нажалост ова двојица лекара не могу да тестирају лек на женама пошто Управа за храну и лекове још није дала одобрење.